# Ка Мајано (Анкона)
Ка Мајано је насеље у Италији у округу Анкона, региону Марке.
Према процени из 2011. у насељу је живело 155 становника. Насеље се налази на надморској висини од 335 м.